# Håvard Vad Petersson
Håvard Vad Petersson (n. 5 ianuarie 1984, Oslo, Norvegia) este un jucător de curl ce a reprezentat Norvegia, medaliat olimpic. A participat la 3 ediții ale Jocurilor Olimpice (2010, 2014, 2018) în care a câștigat o medalie de argint.